# France 24
France 24 là kênh truyền hình quốc tế thuộc sở hữu của Chính phủ Pháp và France Médias Monde, có trụ sở tại vùng ngoại ô Issy-les-Moulineaux, Paris. Bắt đầu phát sóng chính thức ngày 6 tháng 12, 2006. France 24 phát sóng bằng 4 ngôn ngữ khác nhau bao gồm tiếng Anh, tiếng Ả Rập, tiếng Pháp và tiếng Tây Ban Nha. Giám đốc hiện tại của France 24 là Vanessa Burggraf. Khẩu hiệu hiện tại của France 24 là Liberté, Égalité, Actualité.

## Cạnh tranh truyền thông quốc tế
France 24 đặt mục tiêu cạnh tranh với các kênh tin tức hàng đầu bằng tiếng Anh như BBC World News và CNN International, Deutsche Welle, Al Jazeera English và NHK World-Japan.
Đối với kênh France 24 Arabic cạnh tranh với Al Jazeera, RT Arabic, BBC Arabic và Sky News Arabia. 
Một kênh tiếng Tây Ban Nha mới dành cho khán giả Mỹ Latinh đã ra mắt vào tháng 9 năm 2017 (France 24 Español) cạnh tranh với CNN en Español, DW Español, NTN24, TeleSUR, RT en español và CGTN en Español.

## Tranh cãi

### Thông điệp chủ nghĩa bài Do Thái
Vào tháng 3 năm 2023, bốn nhà báo thuộc ban biên tập tiếng Ả Rập của France 24 đã bị cáo buộc đăng tải các thông điệp bài Do Thái trên mạng xã hội, đặc biệt là ca ngợi Hitler. Ngay lập tức, bốn nhà báo này đã bị đình chỉ công tác, một cuộc điều tra nội bộ đã được mở ra.

Người phát ngôn của France 24 khẳng định rằng:
Quy tắc đạo đức báo chí của France Médias Monde quy định rằng các nhà báo của nhóm, khi họ đăng bài trên blog cá nhân, các diễn đàn, mạng xã hội và bất kỳ không gian nào dành riêng cho việc trao đổi thông tin công khai, phải đảm bảo tuân thủ các quy tắc nghề nghiệp và đạo đức và không vi phạm các giá trị đạo đức, tính trung lập của công ty.